# Liste des résolutions du Conseil de sécurité des Nations unies adoptées en 1971
Les résolutions du Conseil de sécurité des Nations unies sont les décisions qui sont votées par le Conseil de sécurité des Nations unies.
Une telle résolution est acceptée si au moins neuf des quinze membres (depuis le 17 décembre 1963, 11 membres avant cette date) votent en sa faveur et si aucun des membres permanents qui sont la Chine, les États-Unis, la France, le Royaume-Uni et l'Union soviétique (la Russie depuis 1991) n'émet de vote contre (qui est désigné couramment comme un veto).

## Résolutions 292 à 307
- Résolution 292 : admission de nouveaux membres: Bhoutan (adoptée le 10 février 1971)
- Résolution 293 : la question de Chypre (adoptée le 26 mai 1971)
- Résolution 294 : plainte du Sénégal (adoptée le 15 juin 1971).
- Résolution 295 : plainte de la Guinée (adoptée le 3 août 1971).
- Résolution 296 : admission de nouveaux membres : Bahreïn (adoptée le 18 août 1971 lors de la 1575e séance).
- Résolution 297 : admission de nouveaux membres : Qatar (adoptée le 15 septembre 1971 lors de la 1578e séance).
- Résolution 298 : la situation au Moyen-Orient (adoptée le 25 septembre 1971).
- Résolution 299 : admission de nouveaux membres : Oman (adoptée le 30 septembre 1971 lors de la 1587e séance).
- Résolution 300 : plainte de la Zambie (adoptée le 12 octobre 1971).
- Résolution 301 : la situation en Namibie (adoptée le 20 octobre 1971).
- Résolution 302 : plainte du Sénégal (adoptée le 24 novembre 1971).
- Résolution 303 : la situation du sous-continent Inde/Pakistan (adoptée le 6 décembre 1971).
- Résolution 304 : admission de nouveaux membres : Émirats arabes unis (adoptée le 8 décembre 1971 lors de la 1609e séance).
- Résolution 305 : extension du stationnement à Chypre (adoptée le 13 décembre 1971).
- Résolution 306 : recommandation concernant la nomination du Secrétaire général (adoptée le 21 décembre 1971).
- Résolution 307 : demande d'un cessez-le-feu entre le Pakistan et l'Inde (adoptée le 21 décembre 1971).